# Cabra de Gävle

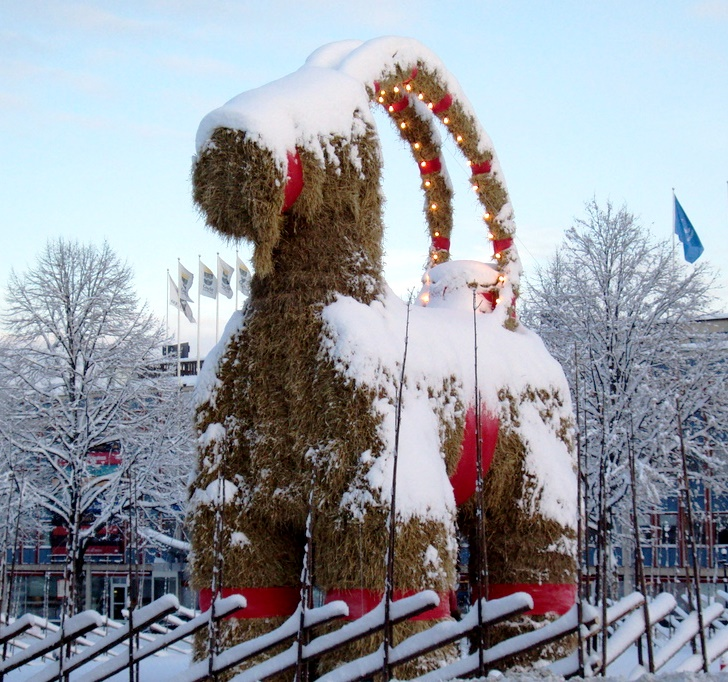
Crabra de Gävle de 2009.

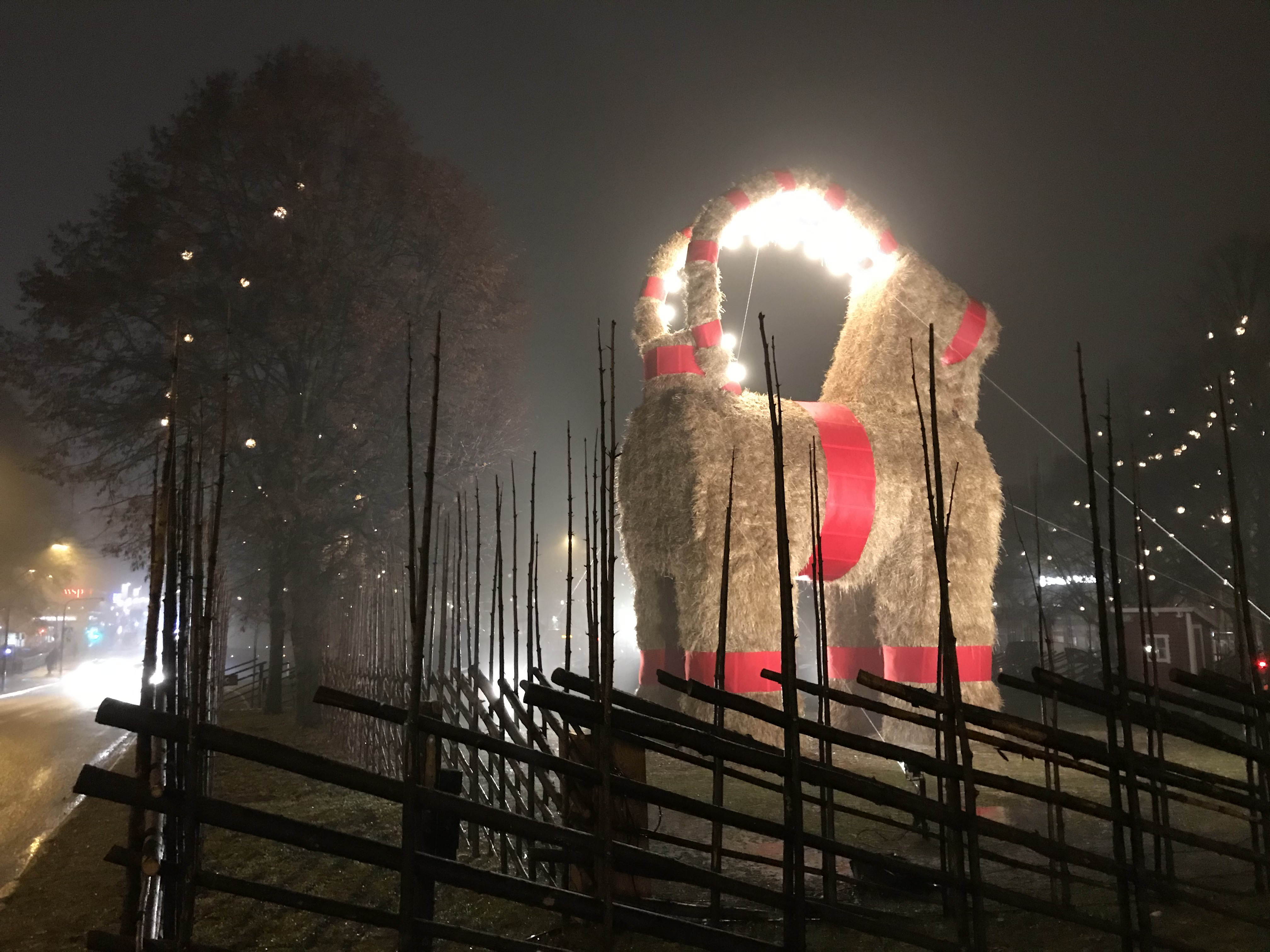
Des del 2017 està envoltada per una doble tanca de seguretat.

La cabra de Gävle (en suec julbocken i Gävle o Gävlebocken) és la versió gegant de la tradicional julbock o cabra de Yule nadalenca, de palla, erigida a l'Slottstorget (plaça del Castell) al centre de la localitat sueca de Gävle durant les vacances nadalenques. La majoria de les vegades es destrueix (normalment es crema) abans de la data prevista per al seu desmantellament. Es va erigir per primer cop el 1966 per atreure clients als comerços ubicats a la part sud del centre de la ciutat. Construïda el primer de desembre, es va cremar el 31 del mateix mes.
Ha estat objecte de reiterats atacs incendiaris i, malgrat les mesures de seguretat i la presència propera d'un parc de bombers, la cabra s'ha cremat il·legalment un total de 37 cops des de la seva primera aparició el 1966. Cremar la cabra és il·legal i el tribunal d'apel·lació va declarar que el delicte hauria de comportar una condemna de 3 mesos de presó, ja que va condemnar un home de 27 anys a una suspensió de la pena i multes diàries per danys materials el 2018.
La cabra de Gävle apareix al llibre dels rècords Guinness com la cabra de palla més gran del món.

## Característiques
Cada any des del 1966, la cabra s'erigeix per al primer diumenge d'Advent (que segons la tradició cristiana occidental és a finals de novembre o principis de desembre, segons l'any natural), a la plaça del Castell (Slottstorget) de Gävle.
Del 1966 al 1970, la construcció va ser gestionada per l'Associació de Comerciants de Gävle; el 1971, desanimats per la destrucció successiva, van posar fi a la seva participació, que reprendrien el 1986. Des d'aquesta data, s'han construït dues cabres: una d'elles patrocinada per aquesta associació és generalment la més gran i l'altra la construeix l'escola Vasa. La cabra petita feta pels alumnes rep el sobrenom de lillbocken. El 1992 es va crear un comitè dedicat a l'organització de festes al voltant de la cabra, aquest està format pel municipi, l'associació de comerciants i un diari local.
Les autoritats locals han anat implementat gradualment diverses mesures destinades a evitar que l'animal sigui destruït pel foc: vigilància, videovigilància, barreres, impregnació de la palla amb productes químics resistents al foc, etc. Tot i això, l'ús de retardants és variable, ja que aquests productes poden fer que la palla canviï de color. Aquestes mesures de seguretat estan finançades parcialment per la venda de productes turístics.

## Història

### Dècada del 1960
El 1966, al consultor publicitari Stig Gavlén (1927-2018), se li va ocórrer la idea de fer una versió gegant de la tradicional cabra sueca de Yule i col·locar-la a la plaça del castell. El disseny de la primera cabra va ser assignat al llavors cap de bombers de Gävle, el germà de l'Stig, Jörgen Gavlén. La construcció de la cabra va anar a càrrec dels bombers i van erigir-la cada any del 1966 fins al 1970 i del 1986 al 2002. La primera cabra va ser finançada per Harry Ström. El desembre de 1966, fou erigida a la plaça una cabra de 13 metres d'alçada, 7,6 metres de llarg i 3,6 tones de pes. La nit de Cap d'Any, la cabra va ser cremada, i l'autor va ser trobat i condemnat per vandalisme. La cabra estava assegurada i Ström va recuperar tots els seus diners.
1967 Aquest any va ser el primer amb il·luminació a les banyes. La cabra es va desmuntar al gener a finals de la celebració de Nadal. El mateix va passar a l'edició de 1968. El 1969 es va cremar la nit de Cap d'Any. I el 1970 es va cremar sis hores després de ser erigida.

### Dècada del 1970
El 1971 l'associació de comerciants va abandonar el projecte, i un grup d'escolars va agafar el seu torn amb una estructura que només tenia 1,5 m d'alçada; es va trobar a trossos.
El 1972, l'estructura es va esfondrar a causa d'un sabotatge. Les cabres de 1973 i 1975 probablement van sobreviure per falta d'informació sobre la seva destrucció, mentre que la de 1974 va cremar.
El 1976, en el desè aniversari de la primera cabra, un estudiant va colpejar la part posterior de l'animal amb un cotxe provocant l'esfondrament de l'estructura. Es desconeix el destí de l'animal de 1977; el de 1978 també es va incendiar.
El 1979 es van cremar els elements de l'escultura abans de la seva erecció; a continuació, es desenvolupa una estructura ignífuga de recanvi, que al seu torn és sabotejada i destruïda.

### Dècada del 1980

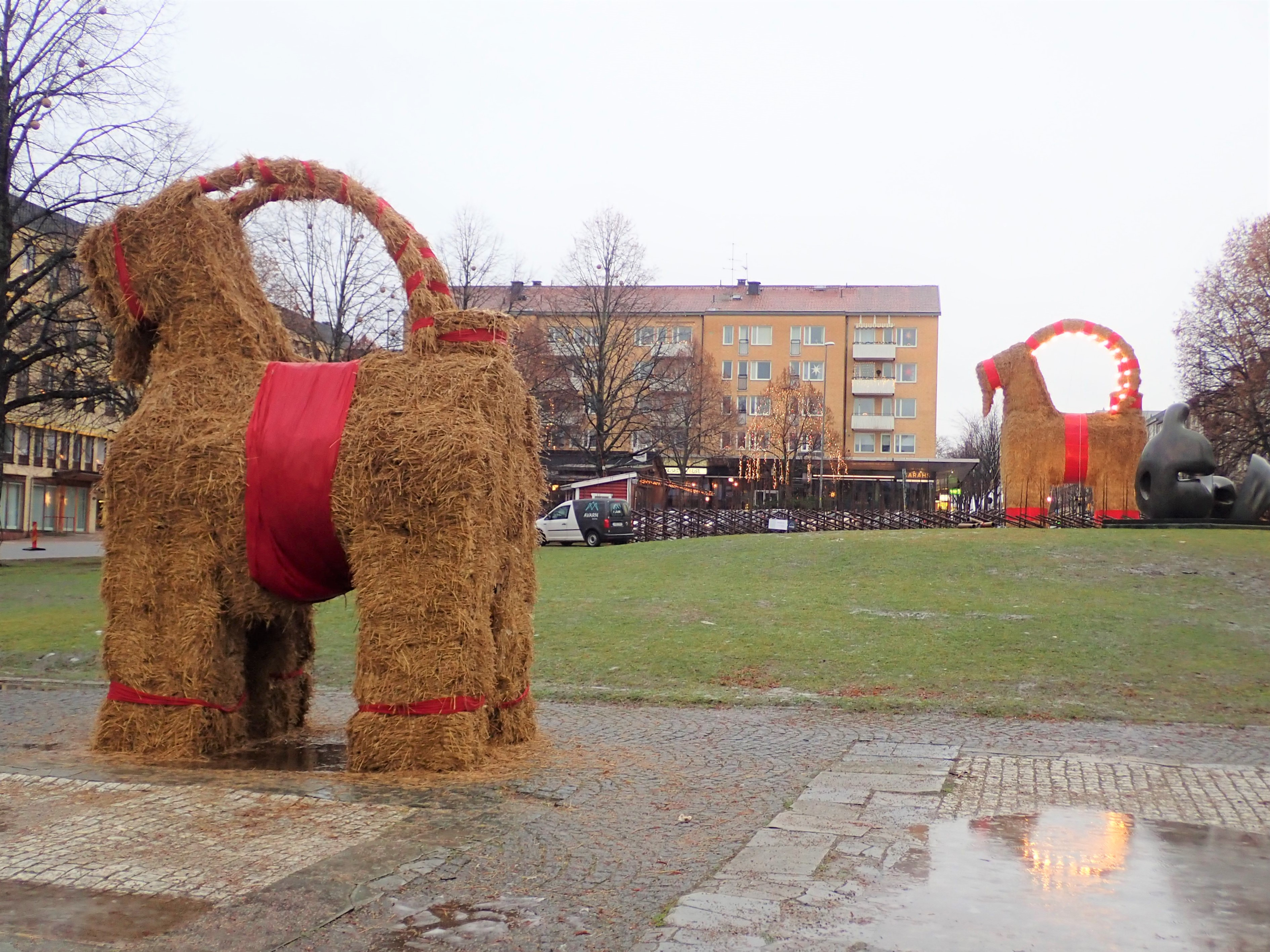
Des de l'any 1986 es construeixen dues cabres.

El 1980, la cabra es va cremar el vespre del 24 de desembre.
La cabra del 1981 va sobreviure, però no les del 1982 i el 1984, que foren destruïdes pel foc respectivament el dia i el dia abans de Santa Llúcia; el 1983, varen trencar les potes de l'estructura.
El 1985, l'atracció fou construïda pels estudiants de l'escola Vasa i es va mesurar oficialment en 12,5 metres d'alçada, entrant al Llibre Guinness dels rècords. Les cabres de 1986 i 1987 van ser destruïdes just abans de Nadal; amb 12,93 m d'alçada, batent el rècord d'alçada de l'any anterior.
Des de 1988, el destí de la cabra de Gävle ha estat objecte d'apostes per part de les cases d'apostes angleses, però restà intacte quan es va desmantellar el gener de 1989. Aquell any, com deu anys abans, les peces es van cremar abans del seu muntatge; llavors es va fer pública una subscripció per a una nova construcció, que finalment es va cremar al gener. Una tercera estructura es va construir pel rodatge de la pel·lícula Balckjack.

### Dècada del 1990

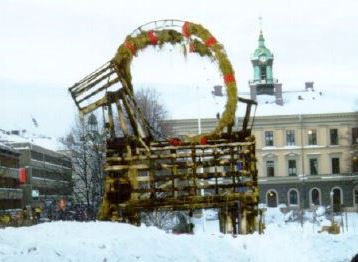
Estructura a la vista després que es cremés la palla que la cobreix. 1998.

La cabra del 1990 va sobreviure, en part gràcies als voluntaris que la vigilaven. El 1991 va aparèixer un trineu publicitari al costat de la cabra, resulta que aquesta construcció no havia estat autoritzada. Després de la destrucció de la cabra el matí del 24 de desembre, es va erigir una segona estructura: seria enviada a Estocolm per protestar contra la dissolució prevista del regiment I 14 estacionat a Gävle.
El 1992 foren destruïdes les dues cabres construïdes aquest any, vuit dies després de la seva inauguració; aleshores es va erigir una tercera, que al seu torn es va cremar el 20 de desembre. Es detenir i condemnar un sol piròman.
El 1993, l'estructura fou construïda per l'escola Vasa batent de nou el rècord d'alçada amb 16 metres; cap cabra va resultar malmesa aquell any ni l'any següent.
El matí del 25 de desembre de 1995 es va cremar la cabra; fou reconstruïda en honor de les festes del 550è aniversari de la ciutat.
El 1996, la ciutat va establir un sistema de videovigilància per controlar la cabra, així com per observar-la en directe al lloc de l'oficina de turisme. L'any següent, la cabra només va patir danys lleus degut als focs artificials. Sabent que l'estructura interna estava massa malmesa per tornar-la a utilitzar, els organitzadors van decidir incendiar-la ells mateixos al final del període nadalenc; Irònicament, no es crema tota l'estructura i els bombers han de tallar les peces restants.
El 1998, els piròmans van aconseguir cremar la palla que cobria l'estructura mentre una forta ventada va esclatar la ciutat. La cabra es va reconstruir cinc dies després, malgrat les restriccions de trànsit a causa de les males condicions meteorològiques.
La cabra de 1999 es va cremar poc després de la seva construcció i fou substituïda a temps per Santa Llúcia.

### Dècada del 2000

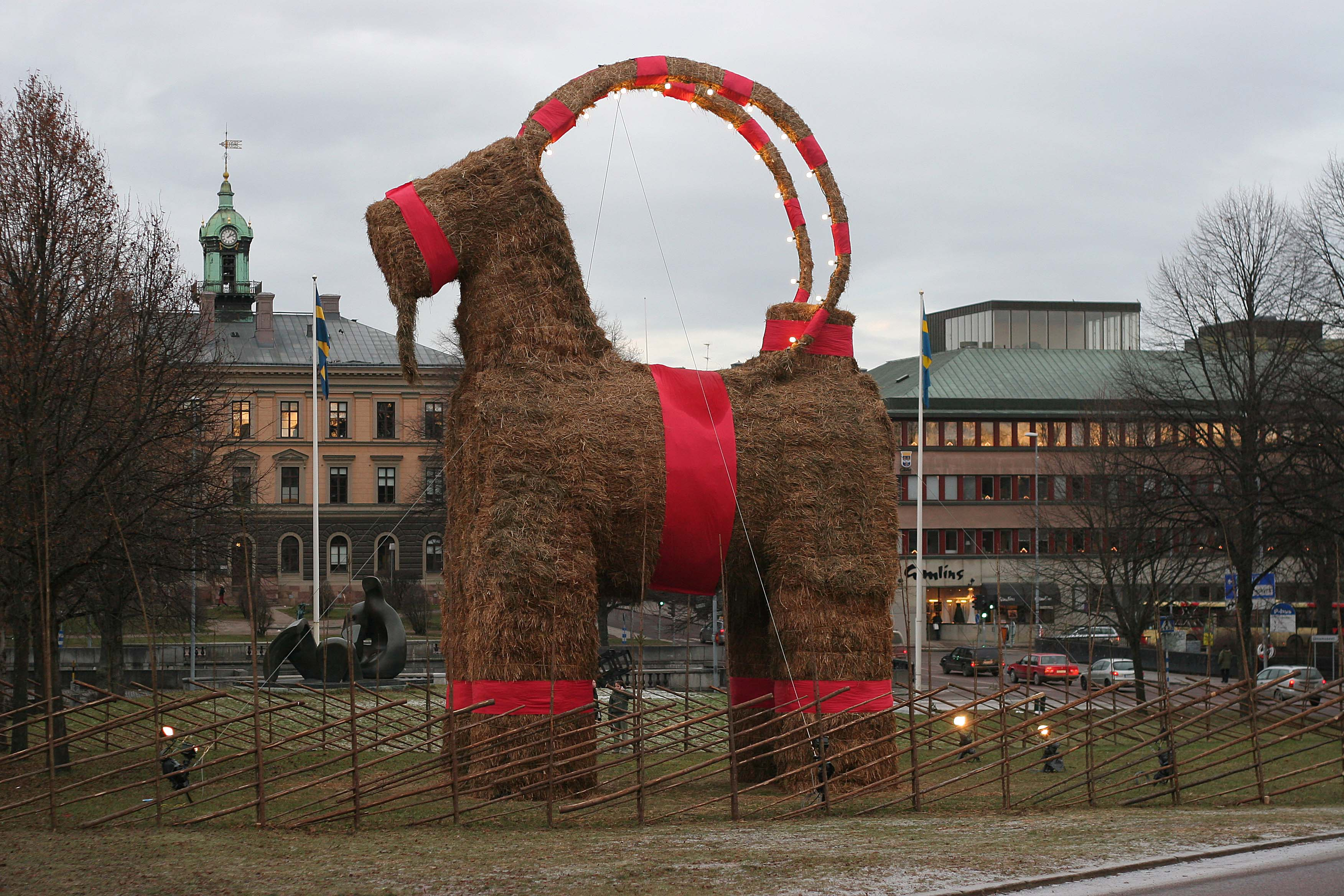
La cabra de Gävle de l'edició del 2006.

L'any 2000 va ser cremada entre Nadal i Cap d'any.
El 23 de desembre de 2001, un turista nord-americà va calar foc a la cabra; arrestat per les autoritats, va explicar que els locals el van convèncer que el foc era una tradició local perfectament legal. No obstant això, va passar 18 dies a la presó. La cabra del 2002 va sobreviure a un intent de foc gràcies a un desembre particularment plujós, i va ser desmantellada el 3 de gener del 2003.
El successora del 2003 es va cremar just abans de Santa Llúcia, es va reconstruir i es va mantenir fins al seu desmantellament el 5 de gener de 2004. El 2004, la cabra es va cremar el 21 de desembre i no fou substituïda.
L'any següent, el 2005, la cabra va ser cremada i destruïda molt ràpidament, el 3 de desembre, per dues persones que van fugir quan va arribar la policia, una de les quals portava una màscara de Pare Noel i l'altra anava disfressada d'home de gingebre. El dia 8 es va establir una estructura substitutòria que es va mantenir fins al 3 de gener.
Les cabres del 2006 i el 2007 varen sobreviure, amb lleus danys provocats per un intent d'incendi el 2006 i l'ús de retardants el 2007. L'alpinista suec Fredrik Sträng va pronunciar el discurs d'inauguració el 2 de desembre escalant per l'estructura. A cabra del 2008 s'hi utilitzà palla de la destil·leria sueca de whisky Mackmyra, va ser cremada el 27 de desembre.
Des del 2009, la cabra té un compte a Twitter, sobre el qual s'expressa amb regularitat i de vegades a befa dels vàndals. Aquell any, els vàndals van aconseguir cremar la cabra mentre les càmeres de vigilància quedaven inutilitzades per un atac de denegació de servei.

### Dècada del 2010

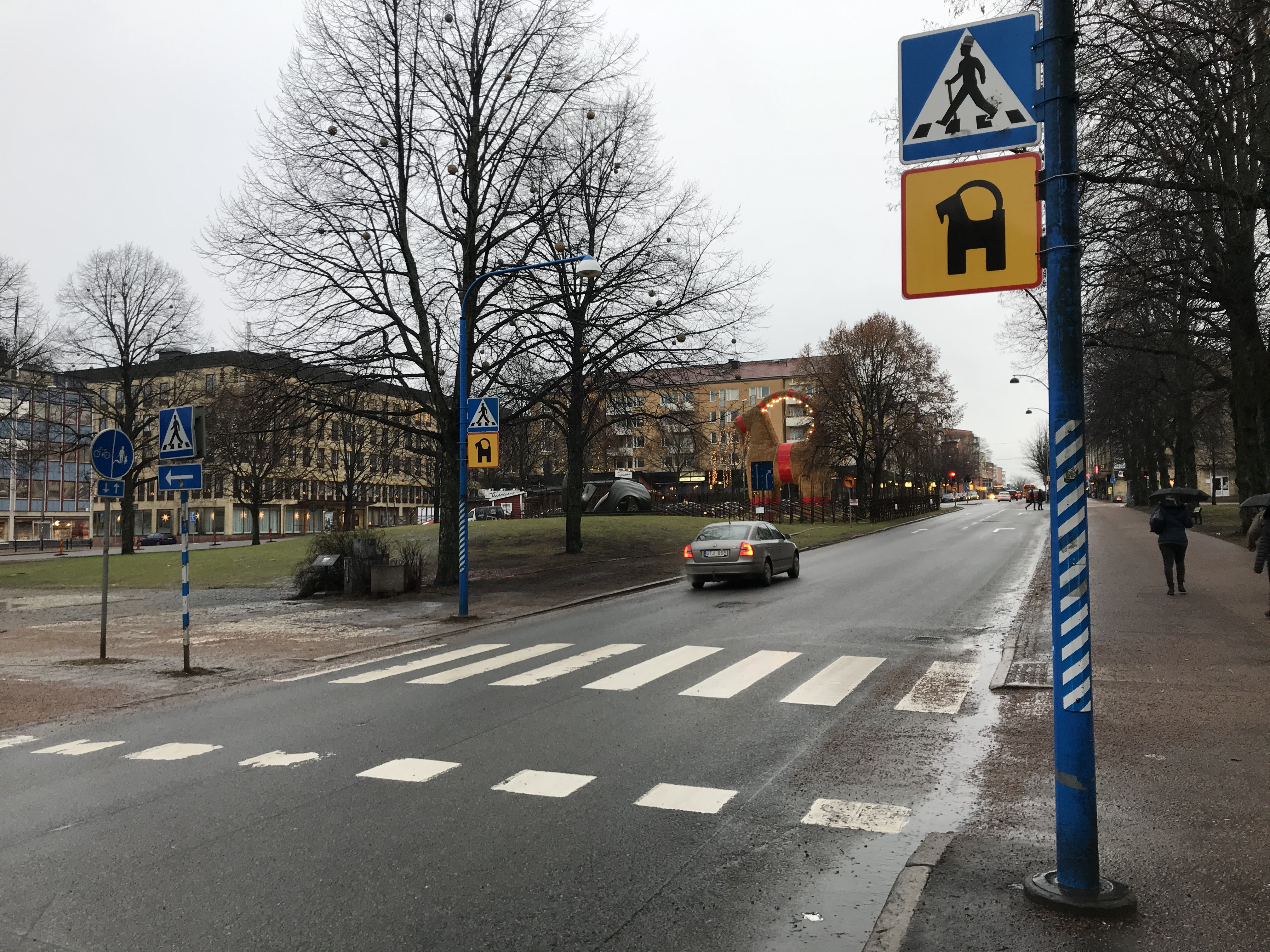
Rètol indicatiu pels vianants instal·lat el 2019.

El 2010, dos individus van intentar subornar un dels vigilants de la cabra per intentar emportar-se la cabra mitjançant un helicòpter. La trama va fallar i la cabra va sobreviure. L'any següent, 2011, va ser destruïda pel foc al cap de cinc dies, el 2 de desembre. La cabra del 2012 va sobreviure fins al 13 de desembre, nit en que va tenir èxit el tercer intent de calar-li foc. El 2013 va patir el mateix destí, van calar-hi foc la nit del 21 de desembre.
El 2014, la cabra gran va ser desmantellada després de Nadal i enviada a la ciutat xinesa de Zhuhai, agermanada amb Gävle, amb motiu de l'any de la cabra. Mentre que la cabra petita es va fer malbé menys d'una setmana després de posar-la al lloc: no es va cremar, però es van malmetre les potes del davant i es va esfondrar.
La cabra del 2015 passà el Nadal, però va cremar el 27 de desembre. El piròman va ser detingut poc després fent olor a benzina, amb un encenedor a la mà i diaris i un passamuntanyes a la butxaca. Fou condemnat el novembre de 2016 a una multa de 100.000 corones sueces.
El 2016 se celebra el 50è aniversarii la cabra és cremada el dia de la seva inauguració. La cabra petita de l'escola Vasa s'instal·la al seu lloc, on roman durant una setmana abans de ser envestida per un cotxe.
El 2017, la cabra va ser vigilada especialment per voluntaris en reincerció, i va arribar a la data del seu desmantellament intacte. La cabra petita de 2018 s'inaugurà amb una cerimònia de la presentadora de televisió i còmica Clara Henry. Va sobreviure fins al seu desmantellament el 2 de gener de 2019.
El 2019, es canvia l'orientació de l'escultura per fer-la més fàcilment fotografiable, i també s'hi instal·la una nova senyalització. La cabra gran va romandre il·lesa, però la petita va patir un intent d'incendi el 27 de desembre; l'autor és detingut per la policia. L'escultura es desmunta a principis de gener; és el primer cop que es manté intacte durant tres anys seguits.

### Dècada del 2020
El 2020, degut a la pandèmia de la Covid-19, el municipi ha demanat als residents que no es reuneixin in situ per a la inauguració i que la segueixin des de casa: la cerimònia s'emet en línia.

## Preu
El cost d'erigir la cabra el 1966 fou de 10.000 corones sueques, mentre que el del 2005 fou d'unes 70 a 100.000 corones. La ciutat paga un terç del cost, mentre que els comerciants del sud paguen la suma restant. Des del 2003, la construcció de la cabra ha estat realitzada per un grup d'aturats coneguts com a treballadors de l'ALU.

## Turisme
Visit Gävle fins i tot li ha obert un compte a Twitter, un a Instagram i una adreça de correu electrònic. Així com una webcam en la qual es pot seguir en directe el seu estat i veure si arriba a salvar-se del foc o no.